# ألفرد أغسطس غريس
ألفرد أغسطس غريس (بالإنجليزية: Alfred Augustus Grace)‏ هو صحفي ومدرس نيوزلندي، ولد في 1867 في أوكلاند في نيوزيلندا، وتوفي في 18 مارس 1942.